# Taylor E-2
Die Taylor E-2 Cub („Cub“ kann man in Deutsch etwa mit „tollpatschigem Tierjungen“ übersetzen) war ein leichtes einmotoriges Reiseflugzeug des US-amerikanischen Herstellers Taylor Aircraft Company. Sie war der Vorläufer der Taylor J-2 und der sehr erfolgreichen Piper J-3.

## Geschichte
1930 begann die Taylor Aircraft Company mit der Konstruktion eines Hochdeckers mit offenem Cockpit und zwei hintereinander angeordneten Sitzen, einem Stahlrohrrumpf mit Stoffbespannung und hölzernen Tragflächen. Der Antrieb bestand zunächst aus einem Motor Brownbach Tiger Kitten mit 15 kW. Der Name des Flugzeugs, „Cub“, geht auf die Motorenbezeichnung („junger Tiger“) zurück. Die Typenbezeichnung war E-2, es war also der fünfte Taylor-Entwurf, und das Modell war für zwei Personen ausgelegt.
Der Tiger Kitten-Motor erwies sich als zu schwach. Beim Erstflug am 12. September 1930 hob das Flugzeug nur eineinhalb Meter vom Boden ab. Ab Oktober 1930 wurde ein Sternmotor Salmson AD-9 eingesetzt, der zwar ausreichend Leistung brachte, aber zu hohe Kosten verursachte.
Eine verbesserte E-2 stand ab Februar 1931 zur Verfügung, die den neu entwickelten Motor Continental A-40 mit 28 kW nutzte. Am 15. Juni 1931 erhielt das Flugzeug seine Zulassung. 1931 wurden 22 Cub für jeweils 1325 US-Dollar verkauft. Ab Februar 1932 erhielten alle Maschinen ein geschlossenes Cockpit. 320 Flugzeuge konnten bis zum Produktionsende 1936 abgesetzt werden, der Preis war mittlerweile auf 1475 US-Dollar gestiegen.
Andauernde Schwierigkeiten mit dem unerprobten A-40-Motor zwangen Taylor zur Suche nach einem Alternativantrieb. Zunächst wählte man den Dreizylinder-Sternmotor Aeromarine AR-340. Die 33 mit diesem Motor ausgestatteten Modelle erhielten die Bezeichnung F-2. Die für 1495 US-Dollar angebotenen Maschinen wurden von 1934 bis zur Zerstörung der Fabrik 1937 gebaut.
Die zweite Alternative war der selbst entwickelte Motor T-40, der in das Serienflugzeug Nummer 149 eingebaut wurde. Dieses erhielt die Typenbezeichnung G-2. Über den Antrieb wurden keine Informationen veröffentlicht.
Die G-2 Cub wurde 1935 auf den Motor Szekely SR-3-35 umgerüstet, wiederum ein Dreizylinder-Sternmotor. Dies erzwang eine neue Typenbezeichnung und so erfolgte die Umbenennung in H-2. Später wurden drei F-2 mit diesem Motor ausgestattet und ebenfalls als H-2 bezeichnet.

## Technische Daten (E-2)
| Kenngröße             | Daten                                                          |
| --------------------- | -------------------------------------------------------------- |
| Besatzung             | 1                                                              |
| Passagiere            | 1                                                              |
| Länge                 | 6,78 m                                                         |
| Spannweite            | 10,74 m                                                        |
| Höhe                  | 1,98 m                                                         |
| Flügelfläche          | 17,1 m²                                                        |
| Flügelstreckung       | 6,7                                                            |
| Leermasse             | 252 kg                                                         |
| Startmasse            | 440 kg                                                         |
| Reisegeschwindigkeit  | 100 km/h                                                       |
| Höchstgeschwindigkeit | 113 km/h                                                       |
| Dienstgipfelhöhe      | 3700 m                                                         |
| Reichweite            | 290 km                                                         |
| Triebwerke            | ein 4-Zylinder-Boxermotor Continental A-40-2 mit 28 kW (38 PS) |